# Ruth Chatterton
Ruth Chatterton (ur. 24 grudnia 1892 w Nowym Jorku, zm. 24 listopada 1961 w Norwalk) – amerykańska aktorka filmowa, teatralna i telewizyjna oraz pisarka. Znana głównie z ról w produkcjach zrealizowanych w okresie ery Pre-Code Hollywood: Madame X (1929), The Lady of Scandal (1930), Unfaithful (1931), The Rich Are Always with Us (1932), Frisco Jenny (1932) oraz Female (1933). Była dwukrotnie nominowana do Oscara za pierwszoplanowe role w produkcjach Madame X oraz Sarah i syn (1930). Karierę w filmach zakończyła w 1938. W następnych latach poświęciła się pisarstwu.
Zmarła 24 listopada 1961 w szpitalu w Norwalk w stanie Connecticut. Została pochowana na Mountain Grove Cemetery w Bridgeport w Connecticut, lecz 5 stycznia 1962 jej prochy przeniesiono i pochowano na Beechwoods Cemetery w New Rochelle w stanie Nowy Jork.

## Wybrana filmografia
- 1929: Madame X
- 1932: The Rich Are Always with Us
- 1932: Frisco Jenny
- 1933: Female